# Gazpachos manchegos

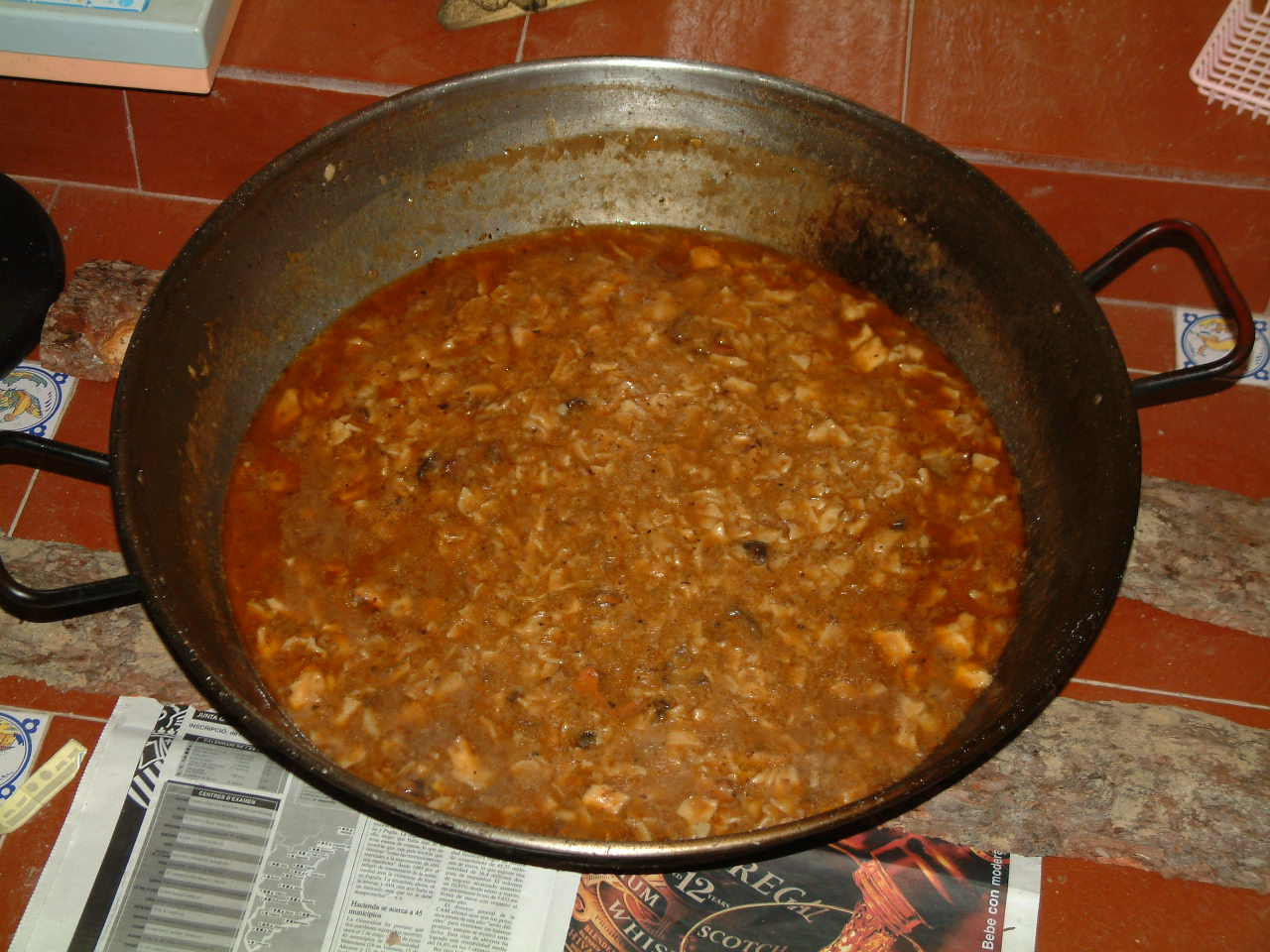
Gazpachos galianos al estilo de Requena.

Los gazpachos manchegos o galianos consisten en un guiso caldoso servido caliente a base de trozos de torta cenceña troceada. El guiso está acompañado por carne de piezas menores como pueden ser conejo, pollo, liebre o perdiz. En algunas zonas se les añaden también setas (cardo, chopo o níscalos) o caracoles, pero el plato más común contiene los ingredientes anteriormente indicados. 
Los gazpachos galianos son un plato típico de parte de Castilla-La Mancha, Comunidad Valenciana, Región de Murcia y Andalucía. Con algunas variaciones dependiendo de la zona, se pueden encontrar en las siguientes comarcas: La Mancha, Campos de Montiel, Serranía de Cuenca, La Manchuela, Sierra de Alcaraz, Sierra del Segura, Campos de Hellín, Corredor de Almansa, Sierra de Segura, El Condado, Altiplano, Noroeste, Vega Alta del Segura, La Hoya, Valle del Vinalopó, Valle de Ayora, Hoya de Buñol, Costera, Ribera Alta, Requena-Utiel y Canal de Navarrés.
Dependiendo del territorio el nombre de los gazpachos galianos puede variar. Gazpacho manchego, alicantino, jumillano, ayorino, enguerino, etc. 
Los gazpachos galianos conservan las características básicas del gazpacho originario de Época Romana, que era un plato caliente hecho en un caldero con un pan de torta similar al que se usa actualmente. De hecho, caccabaceus ('de caldero'), que es el adjetivo latino del que procede la palabra gazpacho, designaba propiamente el pan que se echaba en un caldero con un líquido caliente. Pero sin remontarse dos milenios atrás, los gazpachos provendrían directamente de guisos sefardíes, que incluso con variantes se pueden observar también en comunidades judias del este de Europa, donde también se producen las mismas tortas cenceñas. 

## Características

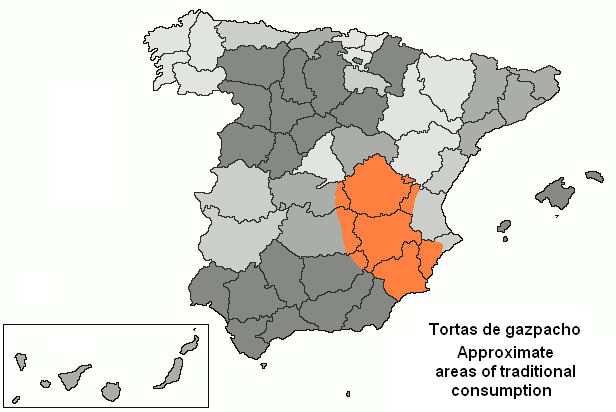
Área aproximada donde se consumen los gazpachos galianos.

Los gazpachos galianos son un plato consistente, pastoril en su origen, pero sencillo de ingredientes. Aparece en el Quijote con el nombre de galianos. Lo típico es comerlo sobre la propia torta y utilizando como cuchara. El empleo de una torta de pan ácimo, sin levadura, se debe a que admite una mayor absorción del caldo. De ahí viene el dicho de en los gazpachos se come hasta la cuchara y el plato.
Otro modo tradicional es comerlo con cuchara sobre la torta, sin llegar a probar bocado de esta, y una vez bien rebañada la torta extender una fina capa de miel de romero sobre ella, enrollarla y comer la torta como postre. En algunas zonas del sur del Campo de Montiel, la torta se parte en trozos pequeños dentro del caldo y se deja que este se consuma. En tal caso, los galianos se suelen servir en forma de tortilla, guisados por tandas en una sartén.